# جبل إيدا

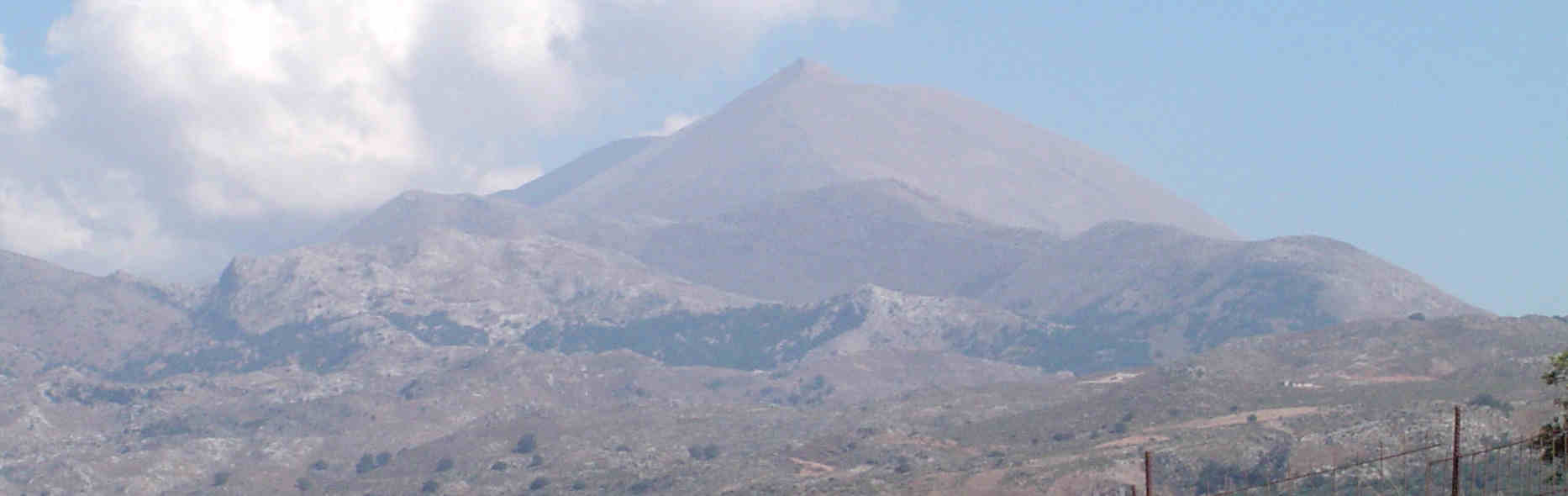

جبل إيدا (باليونانية:Ίδη) عرف سابقا بإيديا وحاليا يسمى جبل سيلوريتس Psiloritis وتعني «الأعلى». هو أعلى جبل ارتفاعا في جزيرة كريت في جنوب اليونان، حيث يوجد بمقاطعة ريثيمنو.
ارتبطت شهرة الجبل بمثيولوجيا الجبارة ريا الإغريقية القديمة، إضافة لمنحدراته. فوفقا للأسطورة يوجد بالجبل الكهف المقدس الذي ولد به زيوس. كما أنه الجبل الذي يتمتع بأكثر تنوع طبوغرافي في اليونان بأسرها، حيث توجد به هضبة نيدا "Nida"، وغابة روفا من الجانب الآخر. كما يقبع المرصد الفلكي الخاص بجامعة كريت على القمة الثانية سكيناكس.

## معرض صور

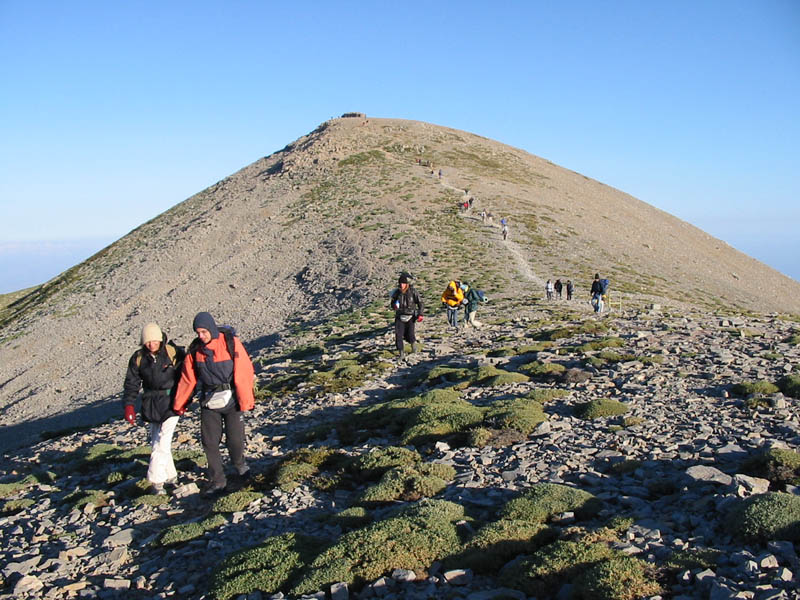
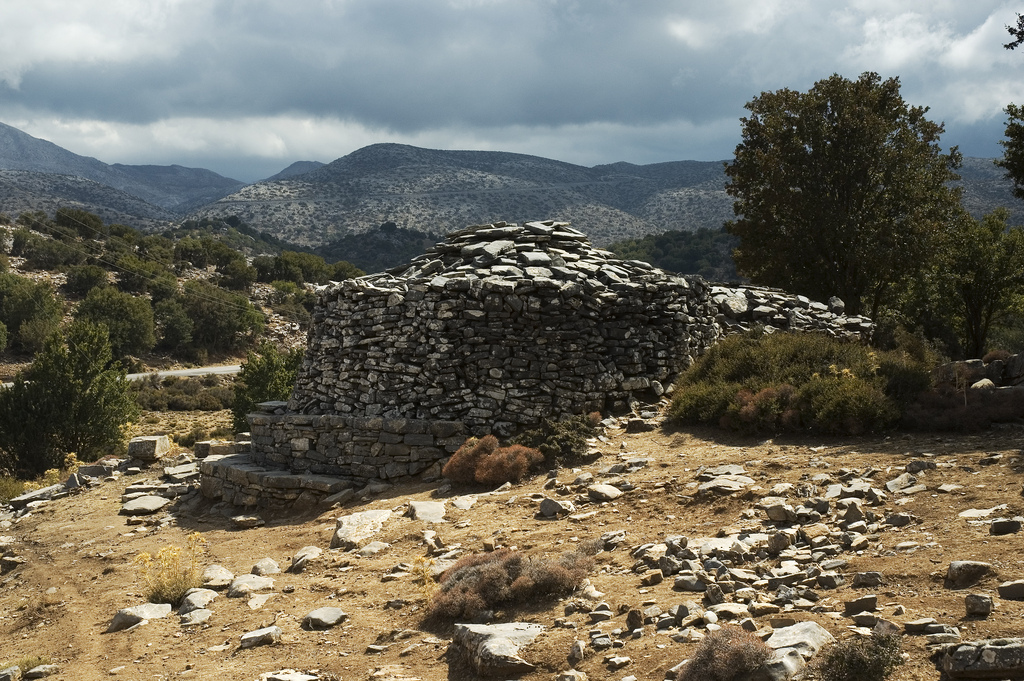
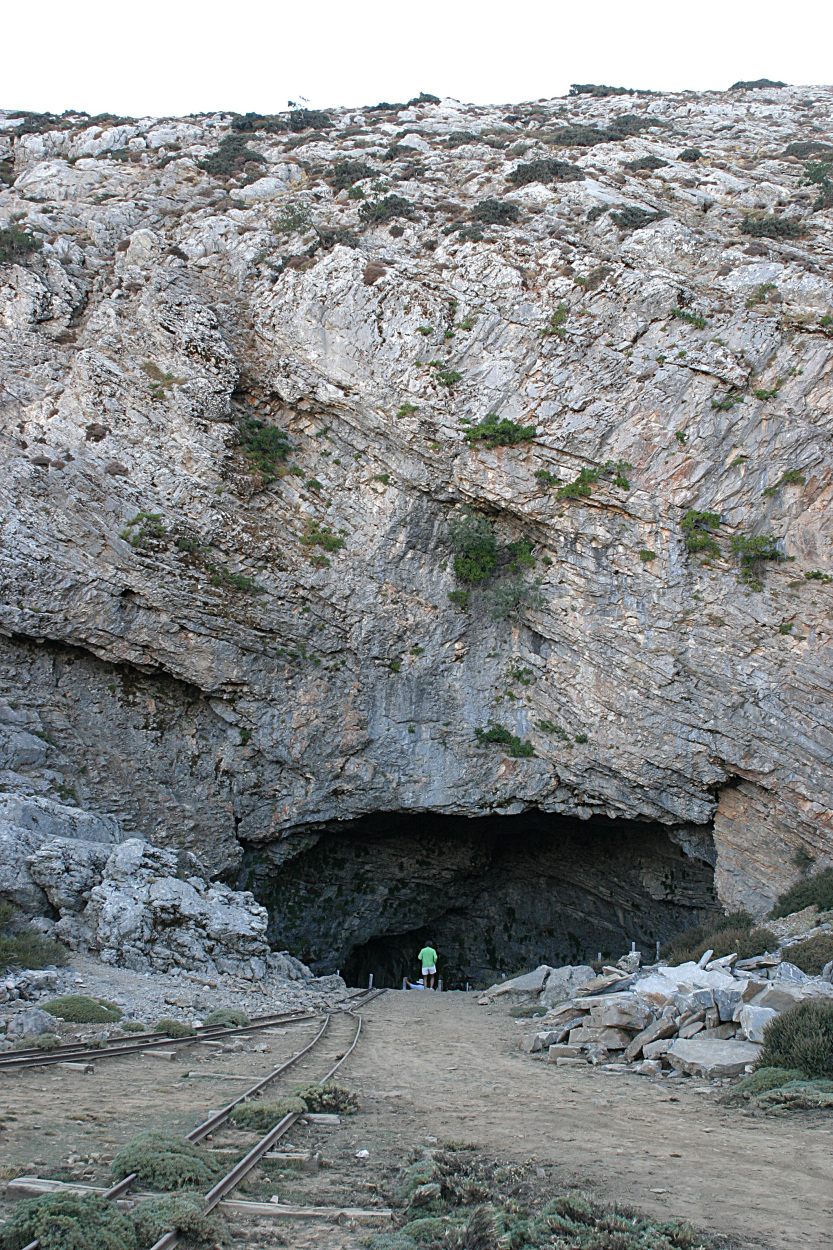
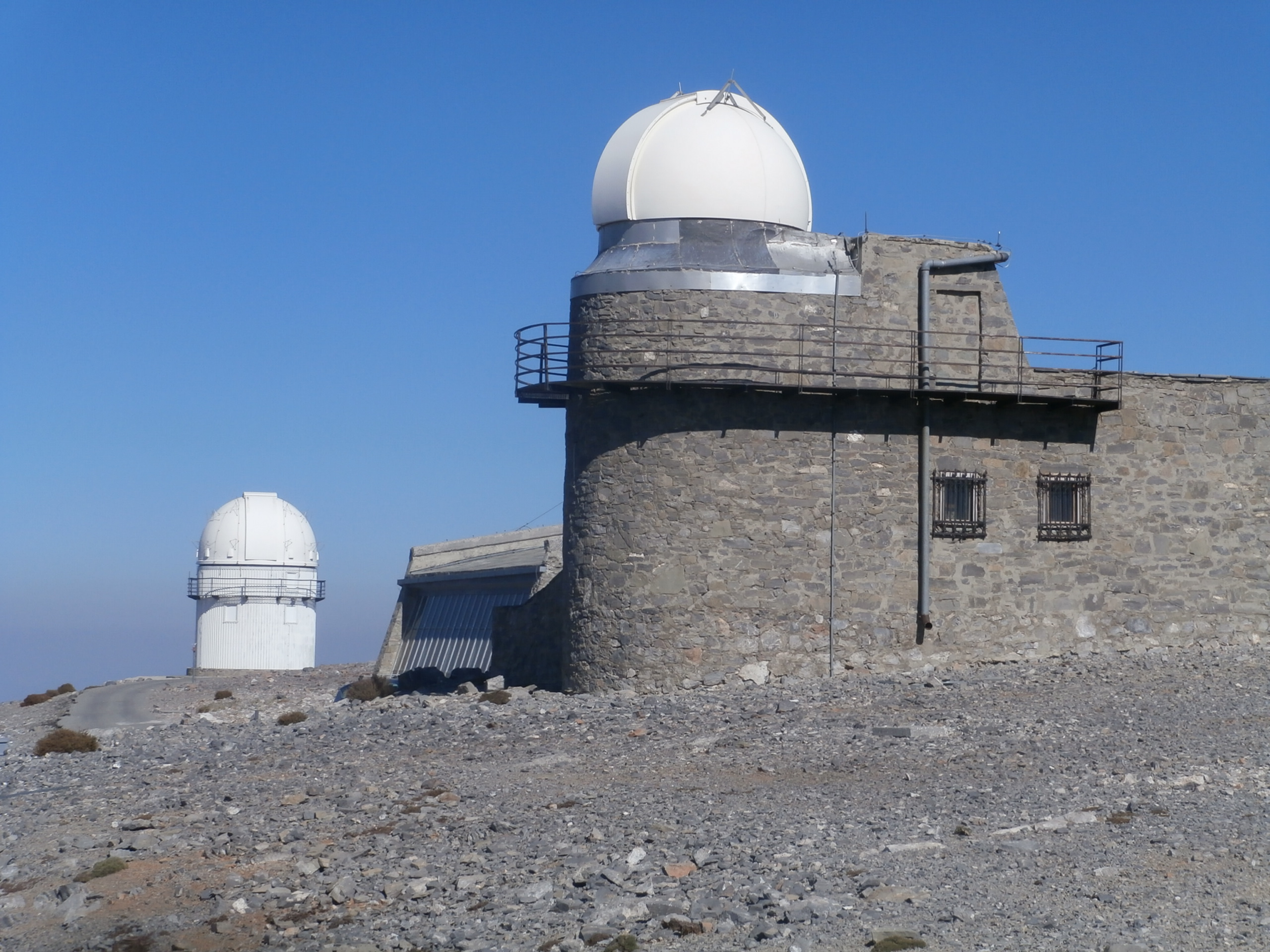
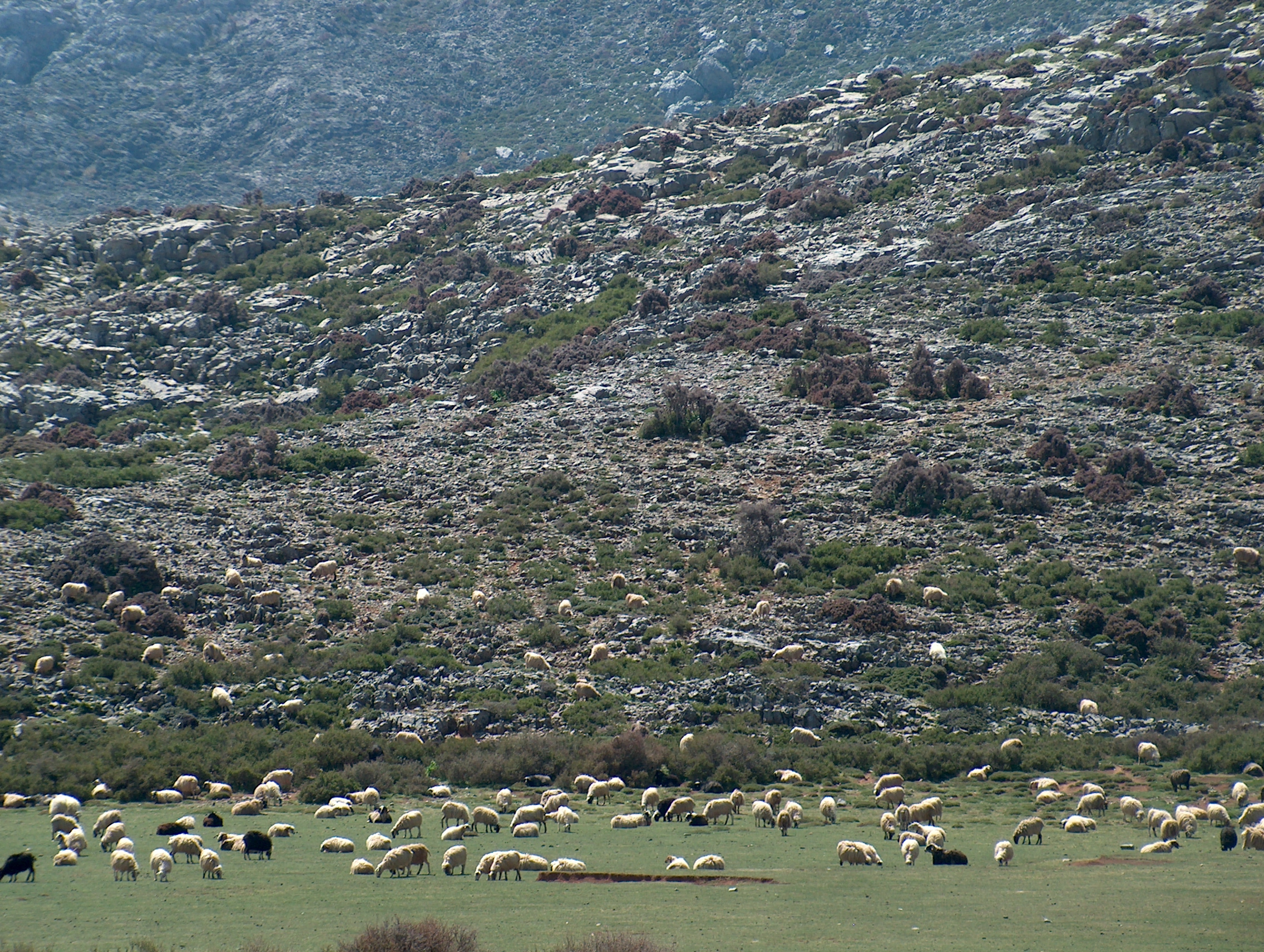